# Bullisichthys caribbaeus
Bullisichthys caribbaeus är en fiskart som beskrevs av Rivas, 1971. Bullisichthys caribbaeus är ensam i släktet Bullisichthys som ingår i familjen havsabborrfiskar. Inga underarter finns listade.
Släktnamnet hedrar biologen Harvey R. Bullis, Jr. Tillägget ichthys betyder fisk.